# رالف ميتكالف (سياسي أمريكي)
رالف ميتكالف هو عداء سريع وسياسي أمريكي، ولد في 30 يونيو 1910 في أتلانتا في الولايات المتحدة، وتوفي في 10 أكتوبر 1978 في شيكاغو في الولايات المتحدة. نشط حزبياً في الحزب الديمقراطي. وقد انتخب عضو مجلس النواب الأمريكي ‏.

## وصلات خارجية
- رالف ميتكالف (سياسي أمريكي) على موقع الاتحاد الدولي لألعاب القوى (الإنجليزية)
- رالف ميتكالف (سياسي أمريكي) على موقع الاتحاد الأمريكي لسباقات المضمار والميدان (الإنجليزية)
- رالف ميتكالف (سياسي أمريكي) على موقع الاتحاد الأمريكي لسباقات المضمار والميدان، قاعة المشاهير (الإنجليزية)
- رالف ميتكالف (سياسي أمريكي) على موقع أوليمبيديا (الإنجليزية)
- رالف ميتكالف (سياسي أمريكي) على موقع قاعة جورجيا للمشاهير الرياضية (مؤرشف) (الإنجليزية)